# فینال جام حذفی فوتبال انگلستان ۱۹۸۸
فینال جام حذفی فوتبال انگلستان ۱۹۸۸، رقابت پایانی جام حذفی فوتبال انگلستان در سال ۱۹۸۸ میلادی است که مابین دو تیم باشگاه فوتبال ویمبلدون و باشگاه فوتبال لیورپول در ورزشگاه ومبلی لندن برگزار شده‌است.
این مسابقه که در تاریخ ۱۴ مه ۱۹۸۸ انجام شده‌است با نتیجه ۱ بر ۰ به سود تیم باشگاه فوتبال ویمبلدون به پایان رسید.